# اشفاق احمد (بازیکن هاکی روی چمن)
اشفاق احمد (انگلیسی: Ashfaq Ahmed; ۱۱ نوامبر ۱۹۴۶ – ۳ ژوئیهٔ ۲۰۰۵) بازیکن هاکی روی چمن اهل پاکستان بود.
از افتخارات وی میتوان به کسب مدال طلا در بازی‌های المپیک تابستانی ۱۹۶۸ اشاره کرد.